# Estación Zenón Videla Dorna
Zenón Videla Dorna es una estación ferroviaria del Ferrocarril General Roca ubicada en la localidad de Zenón Videla Dorna, en el Partido de Monte, Provincia de Buenos Aires, Argentina

## Servicios
Por sus vías corren trenes de carga de la empresa Ferrosur Roca.